# Línea 3A (Maldonado)
La línea 3A fue una línea de transporte colectivo de buses del departamento de Maldonado, Uruguay. Partía de la agencia Maldonado y se dirigía al balneario El Chorro.

## Recorridos
Las siguientes paradas corresponden a la temporada de otoño e invierno, desde marzo hasta mediados de diciembre.

### Ida
Agencia Maldonado, Av. Batlle y Ordoñez, Bergalli, Rincón, 3 de Febrero, 18 de Julio, San José, Terminal Maldonado, Av. Acuña de Figueroa, Av. Roosevelt, Bvr. Artigas, Av. Pedragosa Sierra, Av. Alonso Pérez, Mar del Plata, Rbla. Lorenzo Batlle, San Pablo, Aparicio Saravia, Puente Leonel Viera, Av. Eduardo V. Haedo, Ruta 10, Manantiales, El Chorro, Lobos, Brótolas, Pejerreyes, Balneario Buenos Aires, Calle 49, Calle 34.

### Vuelta
El Chorro, Lobos, Brótolas, Pejerreyes, Balneario Buenos Aires, Calle 49, Calle 34, Ruta 10, Manantiales, La Barra, Av. Eduardo V. Haedo, Puente Leonel Viera, Aparicio Saravia, Av. San Pablo, Rbla. Lorenzo Batlle, Mar del Plata, Av. Alonso Pérez, Av. Pedragosa Sierra, Bvr. Artigas, Av. Roosevelt, Explanada Terminal Maldonado, Av. Roosevelt, Av. Camacho, Dodera, Av. Lavalleja, Av. Batlle y Ordóñez, Agencia Maldonado.